# X-Men: Apocalypse
X-Men: Apocalypse er en amerikansk superhelt film fra 2016. Filmen er instrueret af Bryan Singer, og er skrevet af Simon Kinberg. Filmen er efterfølgeren til X-Men: Days of Future Past (2014), og den niende i filmen serien om X-Men.

## Medvirkende
- James McAvoy som Professor Charles Xavier
- Michael Fassbender som Erik Lehnsherr / Magneto
- Jennifer Lawrence som Raven / Mystique
- Nicholas Hoult som Hank McCoy / Beast
- Oscar Isaac som En Sabah Nur / Apocalypse
- Evan Peters som Peter Maximoff / Quicksilver
- Rose Byrne som Moira Mactaggert
- Josh Helman som Oberst William Stryker
- Sophie Turner som Jean Grey
- Tye Sheridan som Scott Summers / Cyclops
- Lucas Till som Alex Summers / Havok
- Kodi Smit-McPhee som Kurt Wagner / Nightcrawler
- Ben Hardy som Angel
- Alexandra Shipp som Ororo Munroe / Storm
- Lana Condor som Jubilee
- Olivia Munn som Psylocke
- Ally Sheedy som Scotts lærer
- Stan Lee som Sig selv
- John Ottman som Forvirret tekniker